# McKey Sullivan
Brittany "McKey" Sullivan, född 9 september 1988 i Lake Forest, Illinois, är en amerikansk fotomodell. Hon är vinnaren av den elfte säsongen av America's Next Top Model.